# Cleaning Time
Cleaning Time é um curta-metragem mudo norte-americano de 1915, do gênero comédia, com o ator cômico Oliver Hardy.

## Elenco
- Oliver Hardy - John Herringbone (como Babe Hardy)
- Eva Bell - Sra. Herringbone